# Mário Vasquez
Mario Adrian Vazquez (nascido a 15 de Junho de 1977) é um cantor porto-riquenho. Ele competiu no programa da FOX American Idol's de sua quarta edição, no início de 2005.
Mário Vasquez, é um jovem cantor americano que se distinguiu ao lançar o single 'Gallery' que foi #2 em várias rádios portuguesas, e, internacionais. A canção, é literalmente uma música R&B (Ritmo e Blues), e é considerada uma balada.

## Biografia
Criado por sua mãe solteira, Ada, no Bronx, Vazquez é um ex-aluno de Fiorello H. LaGuardia High School of Music & Art and Performing Arts. 